# Thestor yildizae
Thestor yildizae is een vlinder uit de familie van de Lycaenidae. De wetenschappelijke naam van de soort is voor het eerst gepubliceerd in 1983 door Ahmet Ömer Koçak.
De soort komt voor in Zuid-Afrika (West-Kaap).